# Chuyến bay 850 của Vietnam Airlines
Vào ngày 4 tháng 9 năm 1992, Chuyến bay 850 của Vietnam Airlines (VN850/HVN850) thuộc loại Airbus A310-200 đã bị không tặc bởi Lý Tống, một cựu sĩ quan Không lực Việt Nam Cộng hoà. Lý Tống đã khống chế các tiếp viên trên chuyến bay, bắt cơ trưởng hạ xuống độ cao 200 feet (khoảng 70 mét) để rải truyền đơn kêu gọi nhân dân lật đổ chính quyền. Sau đó, Lý Tống bắt cơ trưởng Vitkov cho máy bay bay lên độ cao 7.000 feet (khoảng 2.300 mét) để nhảy dù. Lý Tống sau đó đã bị lực lượng dân quân tự vệ quận 8 (Thành phố Hồ Chí Minh) bắt giữ.
Ngày 24 tháng 2 năm 1993, Lý Tống đã bị Toà án Nhân dân tối cao Thành phố Hồ Chí Minh tuyên án 20 năm tù giam vì tội không tặc. Ngày 2 tháng 9 năm 1998, chủ tịch nước Trần Đức Lương đã ký quyết định ân xá cho Lý Tống và trục xuất sang Mỹ.

## Lý lịch chuyến bay
Chiếc máy bay bị không tặc thuộc loại Airbus A310-222, được Vietnam Airlines thuê từ hãng hàng không Jes Air của Bulgaria, với mã hiệu VN 850, số đăng ký LZ-JXB, Số sêri 419, được đưa vào khai thác vào năm 1986 bởi CAAC Airlines với số đăng bạ B-2303. Chiếc máy bay sau đó được bán lại cho Jes Air vào năm 1991. Máy bay sử dụng động cơ Pratt & Whitney JT9D-7R4E1

## Diễn biến
Khoảng 30 phút trước khi máy bay đến Thành phố Hồ Chí Minh thì Lý Tống bắt đầu hành động. Khi được phục vụ bữa ăn tối trên máy bay, Lý Tống đã lấy cắp con dao inox trên khay thức ăn để uy hiếp mở cửa buồng lái. Lý Tống bắt cơ trưởng phải bay vòng quanh khu vực trung tâm Sài Gòn và mở cửa sổ để hắn rải truyền đơn. Sau khi rải xong truyền đơn, Lý Tống yêu cầu cơ trưởng phải điều khiển máy bay lên độ cao 2.300m phải bay qua khu vực quận 8 để hắn nhảy dù. Máy bay hạ cánh an toàn, không ai trên máy bay bị thương.

## Hậu quả
Theo tài liệu giám định của Tổng công ty Hàng không Việt Nam, hành vi chiếm đoạt máy bay của Tống đã gây thiệt hại cho Tổng công ty Hàng không Việt Nam là 500.000 USD và 7.000.000 đồng. Ngày 24 tháng 2 năm 1993, Toà án Nhân dân tối cao TP. HCM đã tuyên án Lý Tống 20 năm tù giam vì tội không tặc. Ngày 2 tháng 9 năm 1998, chủ tịch nước Việt Nam Trần Đức Lương đã kí quyết định ân xá và trục xuất Lý Tống sang Mỹ. Sau khi được ân xá, Lý Tống tiếp tục thực hiện các phi vụ cướp máy bay để rải truyền đơn kêu gọi lật đổ chính quyền cộng sản Cuba, Lào, Trung Quốc và CHDCND Triều Tiên.